# Солт-Ривер (индейская резервация)
Солт-Ривер (англ. Salt River Reservation) — индейская резервация, расположенная на Юго-Западе США в центральной части штата Аризона.

## История
Исторически сложилось так, что пима являются потомками людей, которые обрабатывали долину Солт-Ривер и создали сложную систему орошения каналов много веков назад. Племя марикопа первоначально жило в низовьях рек Хила и Колорадо и мигрировало к деревням пима в 1825 году.
Индейская резервация Солт-Ривер была создана для народов пима и марикопа 14 июня 1879 года исполнительным приказом президента США Ратерфорда Бёрчарда Хейса. Хотя пима и марикопа говорят на разных языках, они разделяют культурные ценности.

## Правительство
В соответствии с Законом о реорганизации индейцев объединённое племя приняло свою собственную конституцию в 1940 году. Резервация управляется избранным президентом, вице-президентом и племенным советом. Нынешний президентом является Мартин Харвиер, а вице-президентом — Рикардо Леонард.

## География
Резервация расположена  на Юго-Западе США в центре Аризоны, в восточной части округа Марикопа, примерно в 24 км к северо-востоку от города Финикса.
Общая площадь резервации составляет 220,79 км², из них 213,594 км² приходится на сушу и 7,201 км² — на воду. Административным центром резервации является город Скотсдейл.

## Демография
| Год переписи                    | Нас. |  | %±    |
| ------------------------------- | ---- |  | ----- |
| 2000                            | 6405 |  | —     |
| 2010                            | 6289 |  | −1,8% |
| 2020                            | 6321 |  | 0,5%  |
| 2000–2020 U.S. Decennial Census |      |  |       |

По данным федеральной переписи населения 2000 года в резервации проживало 6 405 человек.
Согласно федеральной переписи населения 2020 года в резервации проживало 6 321 человек, насчитывалось 2 586 домашних хозяйств и 2 041 жилой дом. Средний доход на одно домашнее хозяйство в индейской резервации составлял 33 193 доллара США. Около 34,6 % всего населения находились за чертой бедности, в том числе 50,9 % тех, кому ещё не исполнилось 18 лет, и 21,5 % старше 65 лет.
Расовый состав распределился следующим образом: белые — 857 чел., афроамериканцы — 32 чел., коренные американцы (индейцы США) — 4 886 чел., азиаты — 12 чел., океанийцы — 3 чел., представители других рас — 188 чел., представители двух или более рас — 343 человека; испаноязычные или латиноамериканцы любой расы составили 1 046 человек. Плотность населения составляла 28,63 чел./км².

## Экономика
Из уважения к своей земле племена резервации поддерживают почти 77 км² в качестве природного заповедника, 35 % территории состоит из неосвоенной дикой природы. Вторичное землепользование — это сельское хозяйство, жители Солт-Ривер выращивают различные культуры, включая хлопок, дыни, картофель, коричневый лук и морковь.
С конца XX века община владеет и управляет двумя казино на своей земле, оба работают под брендом «Casino Arizona». Объекты привлекают игроков из местного района Финикса, а также туристов из других штатов. Существует небольшое количество офисных зданий и крупный торговый центр под названием Scottsdale Pavilions (с участием национальных ритейлеров), на участках племенных земель, ближайших к северным деловым и финансовым районам города Скотсдейла. Торговый центр предлагает полный комплекс развлекательных заведений, включая: кинотеатры, рестораны, семейные развлекательные центры и магазины.
В феврале 2011 года община открыла первую тренировочную базу Главной лиги бейсбола в индейской резервации. Этот бейсбольный комплекс, площадью 140 акров (57 га), является домом для весенних тренировок клубов Аризона Даймондбэкс и Колорадо Рокиз.
Община владеет и управляет компанией Phoenix Cement Company, которая поставляет цемент и сопутствующие товары на север Аризоны и в город Финикс. Завод компании является одним из двух крупных производителей цемента в Аризоне, он находится в городе Кларкдейл.

## Достопримечательности
Гости резервации могут посетить музей Хухугам-Ки, где представлены корзины, керамика и артефакты многих индейских племён. Структура музея построена из самана и пустынных растений и использует архитектурные методы нескольких народов. 

## Комментарии
1. ↑  В состав резервации входит часть населённого пункта.